# Maggie Norris
 (septembre 2010).
Si vous disposez d'ouvrages ou d'articles de référence ou si vous connaissez des sites web de qualité traitant du thème abordé ici, merci de compléter l'article en donnant les références utiles à sa vérifiabilité et en les liant à la section « Notes et références ».
Maggie Norris est une styliste américaine, fondatrice de Maggie Norris Couture.

## Débuts
Maggie Norris est née à La Nouvelle-Orléans, dans l’État de Louisiane. Sa passion pour le stylisme est apparue très tôt : dès l’âge de six ans, elle commença à coudre des robes pour ses poupées. Son goût pour l’élégance fut en parallèle influencé par sa mère, qui commandait toujours des vêtements réalisés sur mesure pour ses enfants.

## Éducation
Maggie Norris commença à étudier à l’école du New Orleans Museum of Art. Elle s’établit ensuite à New York pour continuer ses études à Parsons et à la Art Students League.
Après avoir obtenu son diplôme, Maggie Norris commença à travailler pour Ralph Lauren en tant que Creative Designer. Elle grimpa rapidement les échelons de la firme et devint Senior Design Director, responsable de toute la collection Femme Ralph Lauren. Elle en supervisa alors les collections prêt-à-porter et les lignes d’accessoires et fut chargée de chercher de nouvelles sources d’inspiration pour les collections à venir.
En 1998, Maggie Norris quitta Ralph Lauren et les États-Unis pour travailler en Europe en tant que Chief Designer chez Mondi. Elle fut alors chargée de la collection Femme et entreprit d’en rajeunir l’esprit, tout en conservant la qualité et le goût impeccables qui avaient fait la renommée de la marque. 
En 2000, Maggie Norris retourna s’établir aux États-Unis et fonda Maggie  Norris Couture au cœur de New York City à Manhattan. En 2003, Maggie Norris fut intégrée au Council of Fashion Designers of America (CFDA).

## La Ligne

### Inspirations
Dès le début, Maggie Norris fut imprégnée de l’atmosphère pleine de vie de La Nouvelle-Orléans, dont l’identité s’est forgée à partir des influences française, espagnole et antillaise. La personnalité de Maggie Norris en tant que créatrice a dès lors été marquée par un intérêt prononcé pour la diversité culturelle, qui l’aura suivie partout, de Ralph Lauren à Maggie Norris Couture. Ainsi, de nombreuses collections Maggie Norris Couture sont inspirées par l’atmosphère d’une culture, comme la Russie, l’Inde ou encore le Maroc.
L’équitation et l’escrime ont fortement inspiré la première collection de Maggie Norris, « Equestrienne ».
Maggie Norris a également été influencée par des architectes tels Buckminster Fuller et certains peintres français tels Edgar Degas et Jacques-Louis David.

### Description de la ligne
Un des traits du style de Maggie Norris Couture se caractérise par l’apposition de vêtements d’inspirations apparemment très différentes, de façon à obtenir une tenue complète unique.
Maggie Norris a lancé sa collection Homme et Femme de chemises prêt-à-porter, confectionnées sur mesure, dans le but de combiner l’esprit de la chemiserie traditionnelle de l’Ancien Monde européen avec la modernité et la sophistication du Nouveau Monde américain.
En 2008, Maggie Norris lance une ligne d’étuis à gourde, les « Aquafolios », inspirés par l’expédition Lewis et Clark. Les ceintures « Suki Obi » sont inspirées des ceintures de commandement des généraux de l'époque napoléonienne.

## Événements
En sus des défilés de mode, Maggie Norris organise régulièrement des événements pour présenter ses collections. La maison a souvent recours à des célébrités pour revêtir ses créations lors de ces événements.
En 2006, Maggie Norris a organisé son premier événement, « 1950s New York » au Café Carlyle, en collaboration avec Boucheron et Grace Hightower De Niro, au profit de l’association caritative « Operation Smile ». Cet événement était un hommage au pianiste Bobby Short.
En 2006, Maggie Norris a figuré dans l’exposition « Love and War » du Fashion Institute of Technology Museum. La même année, Maggie Norris apparaissait dans l’exposition « New York Society » du Museum of the City of New York.
En 2007, Maggie Norris a figuré à Londres aux côtés de 19 autres jeunes créateurs new-yorkais dans l’exposition « New York Fashion Now » du Victoria and Albert Museum. La maison de couture figura également dans le livre de l’exposition écrit par Sonnet Stanfill, New York Fashion. 
En 2008, Maggie Norris a lancé l’événement « The Night They Invented Champagne » dans lequel ont figuré Grace Hightower De Niro et de nombreuses dames de la bonne société new-yorkaise, habillées de créations Maggie Norris Couture le temps d’une soirée. La même année, Maggie Norris a coorganisé l’exposition « Tableaux » au New York Plaza Hotel, en collaboration avec Aman & Carson Interiors.
En 2008, Maggie Norris fut célébrée par le peintre américain Nelson Shanks qui réalisa le portrait de Kiera Chaplin vêtue du corset « Katarina » de Maggie Norris Couture. Ce portrait doit être exposé prochainement à la National Gallery à Washington, DC.
En février 2010, Maggie Norris a coprésenté l’exposition « An Evening of New York Couture » au salon Verdura, en collaboration avec Verdura et Aman & Carson Interiors. Maggie Norris a habillé Sarah Bradford et  la Princesse Keisha Omilana du Nigeria pour cette occasion.

## Couverture médiatique
Les créations Maggie Norris ont figuré dans de nombreuses revues de mode telles que Vogue, Vanity Fair, W, Elle, More, Prestige, Town & Country et le New York Times.
Les modèles Maggie Norris Couture ont également été adoptés par de nombreuses célébrités et personnalités mondaines, telles que Nicole Kidman, Naomi Watts, Jennifer Aniston, Alicia Keys, Halle Berry, Sharon Stone, Beyoncé Knowles, Diane Keaton, Anna Getty, Somers Farkas et Michelle Obama.  
En 2006, la robe de soirée « Caron » de Maggie Norris Couture a figuré dans le livre de Valerie Steele, The Black Dress.
En 2007, Maggie Norris fut mentionnée dans le livre de Sonnet Stanfill, New York Fashion, comme faisant partie d’une nouvelle génération de « jeunes et talentueux stylistes new-yorkais ayant atteint un succès considérable, salué tant par le marché que par la critique. » La même année, Maggie Norris a figuré sur CBS Sunday Morning en liaison avec l’exposition « Dangerous Liaisons: Fashion and Furniture in the 18th Century » du Metropolitan Museum of Art.
En 2008, Lauren Ezersky a couvert l’événement organisé par Maggie Norris, intitulé « The Night They Invented Champagne » pour le programme télévisé Behind the Velvet Ropes.
En 2010, Maggie Norris Couture a été l’objet d’un reportage par Lauren Ezersky pour Better TV.

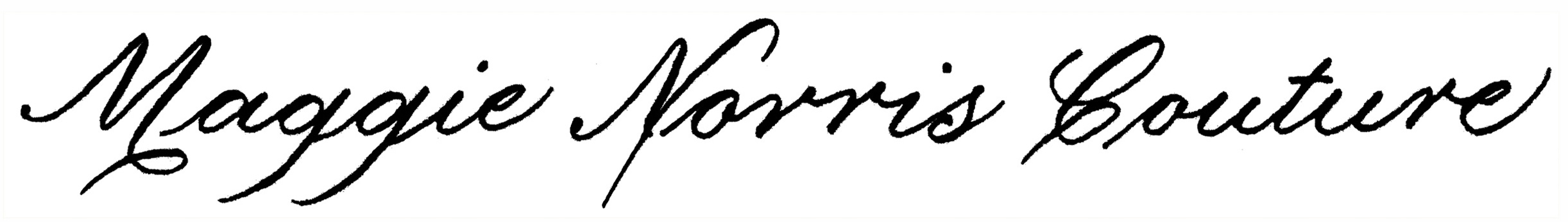
Logo de la marque Maggie Norris Couture